# Кумтоган
Кумтоган (каз. Құмтоған, до 1996 г. — Мирное ) — село в Карасайском районе Алматинской области Казахстана. Входит в состав Райымбекского сельского округа. Код КАТО — 195253400.

## Население
В 1999 году население села составляло 41 человек (18 мужчин и 23 женщины). По данным переписи 2009 года, в селе проживало 109 человек (56 мужчин и 53 женщины).